# 島田多江
島田 多江 （しまだ たえ、 1937年6月27日 - ）は、日本の女優。東京都出身。本名は島田妙子。赤坂プロに所属していた。

## 略歴
白百合学園高等学校卒業。高校卒業後、『キス夫とミー子』でデビュー。

島田妙子(1950年代後半〜1960年代前半）→島田多恵子（1960年代前半〜1960年代後半）→島田多江（1960年代後半〜1970年代半ば）→再び島田妙子（それ以降〜）と何度も改名している

## 出演作品
注釈が無い限り、テレビドラマへの出演である。

### 島田妙子名義
- 『キス夫とミー子』（1956年、NTV）
- 『チロリン村とくるみの木』（1956年〜1964年、NHK総合）（タマネギトンペイ、二代目＝声）
- 『事件診断簿』（1956年、NTV）
- 『忠臣蔵の人々』（1956年〜1957年、KRテレビ）
- 『ありちゃんのおかっぱ侍』（1957年〜1959年、KRテレビ）
- 『小僧の神様』（1957年、NTV）
- 『空飛ぶ机』（1957年、NHK総合）
- 『真如』（1957年、KRテレビ）
- 『はてな劇場』（1957年〜1961年、NHK総合）※クイズ番組
- 『うわばみの息子』（1957年、NTV）
- 『芝雀アワー』（1958年、NTV）
- 『白い風赤い雲』（1958年、NTV）
- 『いびき博士』（1958年、NTV）
- 『岩窟王より　ばらの伯爵』（1958年、KRテレビ）
- 『デン助のサラリーマン物語』（1958年〜1959年、KRテレビ）
- 『少年航路』第23話、第32話（1958年〜1959年、KRテレビ）
- 『デン助の江戸ッ子侍』（1959年、KRテレビ）
- 『ドラ子ちゃん』（1962年、CX）
- 『花詩集』最終回（1959年、KRテレビ）
- 『お笑い清水港』（1959年、KRテレビ）
- 『お江戸紳士録』（1959年、KRテレビ）
- 『その手にのれ!』（1959年、KRテレビ）
- 『おかあさんといっしょ』（1959年〜放送継続中、NHK総合）※黎明期のレギュラー
- 『魅惑の宵』（1959〜1961年、NTV）
- 『おまわりさん、敬礼！』第10話（1959年〜1961年、CX）
- 『不道徳教育講座』第1回（1959年、CX）
- 『そりを忘れたサンタクロース』（1959年、NHK総合)
- 『私売ります』第20話（1960年NET)
- 『喜劇　本日発売』（1960年、CX）
- 『胎動期』（1960年、KRテレビ）
- 『パノラマ劇場』第32回（1960年、NHK総合)
- 『あすをつげる鐘　一休さん』（1961年〜1962年、NHK総合)

### 島田多恵子名義
- 『タワーバラエティ』（1961年〜1972年、CX）※バラエティ
- 『いつもいる夫』（1962年、CX）
- 『はぐれ念仏 歓喜まんだら』(1962年2月24日公開) (田代妙子 役)　※映画
- 『花の生涯』お福役（1963年、NHK総合）
- 『あしたの家族〜わが道〜』（1965年、NHK総合）
- 『あしたの家族』（1965年〜1967年、NHK総合）
- 『おーい!チロリン村だよ』（1966年〜、CX）（タマネギトンペイ、声）
- 『三匹の侍』第5シリーズ　第15話（1967年、CX）
- 『七人の刑事』第二シーズン第174話（1967年、TBS）
- 『でっかい青春』第35話（1968年、NTV・東宝）
- 『特別機動捜査隊』第326話（1968年NET）
- 『銭形平次』第5シリーズ　第94話（1968年、CX）
- 『クレオくん』（1968年、CX）
- 『三人の母』（1967年〜1969年、TBS）
- 『怪奇大作戦』第11話（1968年、TBS）
- 『市子と令子』第2シリーズ　第10話（1968年、CX）

### 島田多江名義
- 『特別機動捜査隊』第386話、第473話（1969年・1970年、NET ）
- 『五人と一ぴき』（1969年、NHK総合）
- 『天を斬る』第1話、第12話（1969年、NET / 東映）
- 『七人の刑事』第二シーズン最終回（1969年、TBS）
- 『夫よ父よ強くなれ』第7話（1969年、NET）
- 『サインはV』少年の母親役（1969年、TBS）
- 『時間ですよ』第1シリーズ、第2シリーズ（1970年、1971年TBS）
- 『ただいま同居中』（1970年、TBS）
- 『鬼退治 (テレビドラマ)』第7話（1971年、NET）
- 『レモンの天使』（1971年、フジテレビ/東宝）- 村田
- 『ファイヤーマン』第24話「夜に泣くハーモニカ」（1973年、NTV） - とし子
- 『パパと呼ばないで』第34話「ラブレター事件」（1973年、NTV） - 戸村光子
- 『顔で笑って』第12話「ボーナスの涙」（1973年、TBS / 大映テレビ） - たかしの母親
- 『われら青春!』第13話（1974年、NTV）
- 『傷だらけの天使』第20話（1975年、NTV）
- 『ふたりは夫婦』第15話（1975年、CX）

### 再び島田妙子名義
- 『太陽にほえろ!』第219話「誘拐」（1976年、NTV） - 宮田孝子
- 『火曜日のあいつ』第10話（1976年、TBS・東宝）
- 『未来からの挑戦』（1977年、NHK総合）
- 『青春ド真中!』第8話（1978年、NTV）

### CM
- ニッスイのハンバーグ

ニッスイのデラックスマヨネーズ